# Північна війна в Україні
Вели́ка Півні́чна війна́ в Украї́ні (1708–1713) — війна між Московським царством з одного боку і Шведською імперією та Османською імперією з другого.
З початком Північної війни Україна, як сателіт Московського царства, постачала московським військам живу силу, амуніцію, фураж та продовольство. З приходом Карла ХІІ в Україну гетьман Іван Мазепа уклав з королем Українсько-Шведський союз та виступив проти Петра І. Слідом за гетьманом, на бік шведів перейшло й Військо Запорозьке на чолі з кошовим отаманом Костем Гордієнком.
Після Батуринської трагедії та Полтавської битви українські козаки, що виступили проти Петра, відійшли разом з Мазепою та Карлом до Бендер.
Після смерті Мазепи гетьманом України був обраний Пилип Орлик, який продовжив боротьбу за незалежність України. 1711 року українські козаки, спільно з татарами, організували похід на Київщину. Проте, через підступний відступ татар похід закінчився невдало, й Орлик відступив.
Весь цей час король Карл ХІІ та гетьман Орлик проводили дипломатичну роботу в Османській імперії та багатьох європейських столицях, з метою організації проти московської коаліції. Проте ці зусилля не увінчалися успіхом.
Московії вдалося уникнути масштабних військових дій з боку Османської імперії за допомогою дипломатичних зусиль та підкупів османських чиновників. Черговий мирний договір був підписаний 17 квітня 1712 р. Проте, 30 квітня 1713 року султан Ахмед III оголосив нову війну. Однак, не було проведено ніяких значних бойових дій.
Протягом 1713 року — Московське царство та Османська імперія остаточно припинили військові дії. Карл ХІІ залишив територію Османської імперії та вирушив до Швеції.

## Прихід війни в Україну
Після початку російсько-шведської війни, становище Гетьманщини у складі Московського царства ще більш ускладнилось. Цар Петро І постійно вимагав від гетьмана Івана Мазепи все більше допомоги живою силою, провіантом та амуніцією. Крім того, українські козаки та старшина постійно скаржились на утиски та побори з боку московських військ. Грабункам піддавалось й цивільне населення Гетьманщини.
У квітні 1704 року видано царський наказ козацькому війську про боротьбу проти загонів магнатів, — прихильників шведів. Вступ козацьких полків на Правобережжя.
Одночасно, починаючи з 1706 року Мазепа вів листування з Станіславом Ліщинським (через княгиню Дольську).
На початку жовтня 1708 року — армія Карла ХІІ, виснажена та відчуваючи брак боєприпасів, зазнала декілька локальних поразок на шляху між Могильовом та Смоленськом. Крім того, загін під командуванням Лагеркруна, через незнання місцевості не зміг зайняти Стародуб. Чим миттєво скористалась московська армія. Після зайняття Стародуба та Почепа, московські війська перекрили шведам останню можливість отримати необхідне продовольство.
21 жовтня 1708 року — шведська армія, не дійшовши до Смоленська, повернула на південь — з Кортеничів до північних кордонів України (район Стародуба, переправа через Десну). Петро І вислав гетьману наказ негайно виступити до Стародуба, на з'єднання з генералом Іфландом.
Гетьман Мазепа, порадившись з полковниками, вирішив не йти на Стародуб, а відправив посла до Карла ХІІ з проханням протекції.
Довідавшись про перехід гетьмана на бік шведів, Петро І наказав схопити Мазепу та вислав декілька каральних загонів, для недопущення масових виступів проти московських військ в Україні, а війська під командуванням Шереметьєва взяли в облогу Батурин. 

## Прихід шведів в Україну
Після розгрому Ліфляндського корпусу, у шведів залишилось 32 тисячі вояків (замість запланованих 40 тисяч). Пороху та продовольства у них було мало, але Карл ХІІ сподівався на великий арсенал та склади гетьмана Мазепи, що знаходились в Батурині.
23 жовтня 1708 року Мазепа перебував в Батурині. Проте залишив майже неприступну фортецю, та вже 24 жовтня (4 листопада) — переправився через Десну та зустрівся з передовим загоном шведів.
26 жовтня (6 листопада) 1708 року, у селі Орловка (70 км. Від Батурина) він прибув до штабу Карла ХІІ. При ньому на той час перебувало особисте надвірне військо, сотні виборних козаків Прилуцького, Лубенського та Миргородського полків, кількасот сердюків, три компанійські полки — Галагана, Кожуховського та Андрія Малама. Загальна чисельність гетьманців становила приблизно 3.5 — 4 тис. вояків. Решта особового складу трьох вищезгаданих козацьких полків, на чолі з наказним полтавським полковником Григорієм Герциком, разом з кількома сердюцькими полками очолюваних Чечелем залишились залогою в Батурині.
Зі старшини гетьмана супроводжували — Іван Ломиковський, Василь Чуйкевич, Пилип Орлик, Михайло Гамалія, Дмитро Максимович, Федір Мирович та Іван Сулима. З полковників — прилуцький Дмитро Горленко, лубенський Дмитро Зеленський, чигиринський Костянтин Мокієвський, корсунський Андрій Кандиба та миргородський Данило Апостол (останній незабаром, разом з Галаганом, перейшли на бік Петра I).
28 жовтня (8 листопада) відбулась зустріч шведського короля та українського гетьмана.
На початку листопада відбувалась переправа шведських військ через Десну, що ускладнювалась дією московських військ під командуванням генерала Халларта. 13 листопада переправа на західний берег Десну було завершено.
Три полки — Миргородський, Лубенський та Прилуцький відмовились приєднатися до московських військ та чекали наказів гетьмана Мазепи.
Тим часом тривала облога Батурина. У А. Меншикова під Батуриним було 30 тис. вояків та 20 гармат, у коменданта фортеці полковника Дмитра Чечеля — 10 тис. козаків та 40 гармат. Місто було добре захищене, мало значні запаси зброї та продовольства. Воно могло витримати тривалу облогу та дочекатися підходу військ гетьмана й шведського короля. Проте, через зраду сотника Івана Носа, фортеця упала, всі її захисники були страчені, а великі запаси зброї потрапили до московитів.
Після взяття та спалення Батурина, Петро І вислав 30 тис. військо на Запорозьку Січ. Полковник Іван Скоропадський, який спочатку виступив на боці Мазепи, без бою здав Стародуб та приєднався до Петра.
Захоплення Батурина мало ще один наслідок. В козацькому середовищі почались хитання. Петро І розіслав по всіх українських містах універсали, де клеймив Мазепу, як зрадника, та закликав народ повстати проти шведських загарбників. Навіть ті козаки та полковники, які спочатку пішли за Мазепою, покинули шведський табір та зайняли вичікувальну позицію.
Також московські війська взяли й Білу Церкву, де знаходилась гетьманська скарбниця та ще одні склади. Прихильників гетьмана, московський цар наказав страчувати, каральні загони були розіслані по всій Україні.

## Дії шведсько-українських союзників
22 листопада 1708 року шведська армія та війська Мазепи підійшли до Батурина, але побачили там тільки руїну та згарище. 22 листопада — армія союзників отаборилась у Ромнах. Тут вони отримали звістки про наміри короля Речі Посполитої Станіслава прийти до них на допомогу, та обіцянки османів продати шведам необхідну кількість пороху, амуніції та свинцю.
Тим часом московські війська вирушили на Гадяч, й шведський король був вимушений йти головним обозом на допомогу своїм загонам. Проте, у грудні вдарили сильні морози, й як писав Станіслав Понятовський: «перш ніж дійти до Гадяча, шведи втратили понад 3 тисячі солдат, замерзлих на смерть, багато коней та допоміжного персоналу при повозках».
22 грудня 1708 року (2 січня 1709 року) шведський король покинув взятий Гадяч та вирушив назад у бік Ромен. Протягом зими 1709 року відбувались локальні бої поблизу Веприка, Лохвиць, Краснокутська, Олешні тощо
До весни 1709 року шведська армія, була виснажена лютими зимовими морозами та постійними локальними сутичками з московської армією. Карл ХІІ планував рушити на Харків, й далі — на Москву, але знову втрутилась погода. Весняні паводки та відлиги розмили всі дороги, і унеможливили переправи шведському війську. Через розмитість доріг шведи втратили майже весь свій обоз. Дійшовши до Коломака союзники зупинилися та вимушені були відступити до Опішні, а 2 (13) березня — до Будищ.
Під час компанії по Слободської Україні шведі знищили та пограбували села та містечка — Коломак, Котельву, Краснокутськ, Городнє та інші, проте у бою під Городним зазнали поразки, і сам Карл ледь урятувався від полону..
За зиму шведська армія суттєво скоротилась. Шведські історики дають цифри 25 — 28 тисяч вояків. До того ж операція по закупівлі пороху у османів так й не відбулася. Не вдалося оволодіти Полтавою — її гарнізон, що складався з московських солдат та місцевих козаків відбив всі атаки.. Не надійшло й очікуваної Карлом військової допомоги від татар й османів. Це було пов'язано з тим, що Петро І в Азові зустрівся з Кападжи-пашою, неофіційним представником османського султана в Кримському ханстві. Він дав Кападжі-паші велику суму грошей та відпустив полонених мусульман. Приблизно в той самий час в Константинополі, під час зустрічі московського посла П. Толстого з великим визирем Черлюлю Алі-пашою, посол вручив візиру також щедрі дарунки від московського царя. Одночасно до султана Ахмеда ІІІ надходили «чутки», що Карл ХІІ збирається укласти мир з Петром й одружитися з його сестрою Софією. Після всього цього султан Ахмед ІІІ заборонив кримському хану Девлет-Ґірею «воювати московитів» й зайняв нейтральну позицію.
Поки татари та поляки не поспішали на допомогу шведам, у Карла ХІІ та Мазепи з'явився новий союзник — Запорозька Січ. Кошовий отаман Кость Гордієнко, на чолі запорожців, виступив проти трьох московських полків під орудою полковника Кембела та прислав до короля посла з пропозицією союзу.
В кінці березня 1709 року Кошовий отаман Кость Гордієнко, разом з 8 тисячами козаків присягнув на вірність Карлу ХІІ та гетьману І. Мазепі. Гетьман, зі свого боку, виділив 60 тис. талерів з власної скарбниці на потреби війська.

## Полтавська битва
Протягом квітня 1709 року шведські полки поступово підтягнулися під Полтаву, яку Карл ХІІ вирішив взяти в облогу та очікувати вирішального бою з Петром І. 24 квітня відбулась перша спроба взяти фортецю штурмом. На штурм пішло близько 3 тисяч шведських солдат, проте через брак пороху та гармат, штурм пройшов невдало.
11 травня почалась повна облога Полтавської фортеці. На той час в Полтаві перебувало 30 гармат та 4,5 тисячна московська залога.
Тим часом, союзникам було завдано чергового суттєвого удару. Цар Петро, послав до кордонів Речі Посполитої зведений загін піхоти князя Д. Голицина та кавалерії Х Гольца. Під містечком Підкамень московські війська перетнули шлях війську короля Станислава, й той, не дочекавшись підмоги від загонів фон Крассова був розбитий, та вимушений втікати до Варшави. За два дні до Полтавської битви генерал Х. Гольц розбив загін ще одного союзника шведів — воєводи Сапіги.
Під Полтавою у шведів було 4 гармати та обмаль пороху не тільки для гармат, але й для рушниць. У московської армії було 72 гармати (враховуючи 40, що вони забрали в Батурині) й вдосталь пороху, зброї й амуніції.
Тим часом, цар Петро, зібравши достатньо велику армію, почав форсувати Ворсклу. Робили вони це обманними маневрами, то на південь, то на північ від Полтави. 16 (27) червня 1709 року, виїхав з загоном до місця чергового форсування московських військ — селища Нижні Млини, Карл ХІІ був важко поранений випадковою кулею. Рана викликала хворобу й король, захворівши, лежав з високою температурою.
27 червня (8 липня) почалась Полтавська битва. Шведська армія вступила в бій в кількості 19 700 чоловік. Під час битви полягло 6 900 шведів. В полон потрапило — 2 800. Втрати московського війська оцінюють бл. 1 500 солдат. Скільки загинуло українців та скільки потрапило у полон достеменно не відомо, оскільки, московські війська ставились до українців як до «зрадників» катували та страчували їх. Відомо, що після Полтавської битви, разом з Мазепою, відступало бл. 20 000 чоловік (з них 16 тис. шведів, а також запорожці, цивільні, козаки з сім'ями та дітьми).

## Відступ на південь
Всього в шведсько-українському обозі з Полтави відступало бл. 16 000 шведів. Їх переслідували 12 -тисячне московське військо під командуванням М. Голіцина та Р. Багера. Згодом їм на допомогу було вислано шість полків А. Меншикова.
Дійшовши до Переволочної шведи зрозуміли, що, після взяття та руйнування її московськими військами, переправитись тут неможливо. Все ж, Карл, Мазепа, частина офіцерів, козацької старшини та поранених (всього 1300 шведів та 1500 українців) було переправлено на інший бік. Тим часом, підійшли московські війська та оточили табір шведів.
30 червня (11 липня) 1709 року — оточена 16-тисячна шведська армія здалась на милість московських військ. Шведів було заарештовано та розіслано вглиб Московії. Багато з них загинуло не дочекавшись кінця війни. Багато найманців, що служило в шведській армії перейшло на службу до Петра.
17 липня шведсько-український обоз дістався Буга та почалась переправа до Очакова. Однак, переправа відбувалась досить повільно. 20 липня до табору підійшли московські війська князя Волконського, які захопили в полон бл. 300 шведів та вбили понад 500 українських козаків.
1 серпня — з Очакова Карл ХІІ та Мазепа, з залишками обозу, перебрались до Бендер. Дипломатичними зусиллями шведський король намагався організувати антимосковський союз з Османської імперії, Речі Посполитої та інших європейських країн. Проте союзники не поспішали починати військові дії проти Москви. Тим часом, Петро І організував анти шведський союз з Данії та . Одночасно в Речі Посполитій був усунутий від влади прошведський король Станіслав.
В Бендерах Карл та Мазепа виявились заблокованими, оскільки шлях до Речі Посполитої їм перетнули московські війська, що розташувався поблизу Чернівців.
21 вересня (2 жовтня) 1709 року помер гетьман Іван Мазепа. Козаки обрали новим гетьманом генерального писаря Пилипа Орлика, який продовжив справу Мазепи з визволення України.
Проте антимосковська коаліція складалась не так швидко, як на те сподівались союзники. Лише 20 листопада (1 грудня) 1710 року Османська імперія оголосила війну Московському царству. Османське військо на чолі з великим візиром Нуман-пашою виступила у похід. Проте війська просувались дуже повільно, й дійшли Дунаю тільки в середині червня 1711.
У січні 1711 р. гетьман Пилип Орлик розпочав військовий похід на Правобережну Україну за підтримки татар кримського хана Девлет-Ґірея. Українсько-татарське військо дійшло до Білої Церкви. Спочатку місцеве населення підтримало військо Орлика. Проте згодом, татари, порушивши угоду, почали грабунки та браття «ясиру». В той же час — московське військо розпочало наступ, і вибило Орлика на османську територію.
11 листопада (31 жовтня) 1712 року Османська імперія знову оголосила війну Петру І. Проте активних військових дій не відбувалось. На початку 1713 року Карл ХІІ залишив Бендери, а 1714 — повернувся до Швеції.
1721 року було укладено Ніштадську угоду, відповідно до якої шведські полонені повернулись додому.

## Наслідки війни
В результаті війни Московія перетворилась на Росію, й почала звільнятися від свого старого ворога, могутнього сусіда, який закривав вихід до Балтійського моря. Водночас, Полтавська битва стала колосальною катастрофою не тільки для Швеції, але й для Європи; вона зламала колишній баланс влади, — могутність після Полтави переходить від Швеції до Росії, яка міцніє і перетворюється у велику державу. Україна з 1709 року втрачає свою незалежність, юридичні і міжнародно-правові чинники, а тому перестає існувати як держава.